# Linvoy Primus
Linvoy Primus (* 14 de septiembre de 1973, 51 años,  Forest Gate, Londres) es un exfutbolista inglés, de origen jamaiquino y de origen sanvicentino que jugó para el Portsmouth FC y actualmente retirado. Jugó de central o lateral derecho.

## Carrera
Empezó en el Charlton Athletic, en dos años, harto de su situación (solo jugó 4 partidos) decidió marcharse al Barnet, donde hizo unas buenas 3 temporadas, en 1997 se marcha al Reading FC, para acabar en el Portsmouth FC en 2000.

## Clubes
| Club              | País       | Año       |
| ----------------- | ---------- | --------- |
| Charlton Athletic | Inglaterra | 1992-1994 |
| Barnet FC         | Inglaterra | 1994-1997 |
| Reading FC        | Inglaterra | 1997-2000 |
| Portsmouth FC     | Inglaterra | 2000-2008 |
| Charlton Athletic | Inglaterra | 2008      |
| Portsmouth FC     | Inglaterra | 2008-2009 |

## Palmarés

### Campeonatos nacionales
| Título                       | Club          | País       | Año  |
| ---------------------------- | ------------- | ---------- | ---- |
| Football League Championship | Portsmouth FC | Inglaterra | 2003 |